# Communauté de communes du sud-ouest du Calaisis
La communauté de communes du sud-ouest du Calaisis est une ancienne communauté de communes française, située dans le département du Pas-de-Calais et la région Nord-Pas-de-Calais, arrondissement de Calais.

## Historique
La Communauté de communes du sud-ouest du Calaisis est créée en décembre 1996.
En application de la Loi NOTRe du 7 août 2015 qui oblige chaque intercommunalité à avoir un seuil de minimum 15 000 habitants, elle disparaît le 31 décembre 2016. Cinq communes d'entre elles (Bonningues-lès-Calais, Escalles, Peuplingues, Pihen-lès-Guînes et Saint-Tricat) rejoignent la Communauté de communes Pays d'Opale, tandis que les quatre autres (Fréthun, Hames-Boucres, Les Attaques et Nielles-lès-Calais) intègrent Grand Calais Terres et Mers.

## Territoire communautaire

### Géographie
SCOT
Le schéma de cohérence territoriale du pays du Calaisis intègre cinq intercommunalités : la communauté d'agglomération Cap Calaisis Terre d'Opale, la communauté de communes de la Région d'Audruicq, la communauté de communes de la région d'Ardres et de la vallée de la Hem, la communauté de communes des trois pays et la communauté de communes du sud-ouest du Calaisis. Ce SCOT a été approuvé le 6 janvier 2014.

### Composition
La communauté de communes est composée des 9 communes suivantes :
| Nom                           | Code Insee | Gentilé        | Superficie (km2) | Population (dernière pop. légale) | Densité (hab./km2) |
| ----------------------------- | ---------- | -------------- | ---------------- | --------------------------------- | ------------------ |
| Bonningues-lès-Calais (siège) | 62156      | Bonninguois    | 8,49             | 615 (2014)                        | 72                 |
| Escalles                      | 62307      | Escallois      | 7,29             | 246 (2014)                        | 34                 |
| Fréthun                       | 62360      | Fréthunois     | 7,92             | 1 293 (2014)                      | 163                |
| Hames-Boucres                 | 62408      | Hames-Boucrois | 12,82            | 1 464 (2014)                      | 114                |
| Les Attaques                  | 62043      | Attaquois      | 20,81            | 1 942 (2014)                      | 93                 |
| Nielles-lès-Calais            | 62615      | Niellois       | 2,49             | 277 (2014)                        | 111                |
| Peuplingues                   | 62654      | Peuplinguois   | 10,43            | 779 (2014)                        | 75                 |
| Pihen-lès-Guînes              | 62657      | Pihenois       | 9,25             | 462 (2014)                        | 50                 |
| Saint-Tricat                  | 62769      | Merkenesiens   | 7,35             | 717 (2014)                        | 98                 |

## Administration

### Siège
Le siège de l'intercommunalité est à Bonningues-les-Calais, 332, route de Wadenthun.

### Élus
La communauté de communes est administrée par son Conseil communautaire, composé, de 28 conseillers municipaux représentant les 9 communes membres.
Le Conseil communautaire du 14 avril 2014 a réélu son président, Richard Gosse, maire de Peuplingues, ainsi que ses vice-présidents : 
1. Marc Boutroy, maire d'Escalles, chargé de l'animation et de la culture ;
2. Catherine Fournier, maire de Fréthun, chargée du développement économique et de la gestion des zones d'activités ;
3. François Le Gall, chargé de l'action sociale ;
4. Alain Calais, maitre de Nielles-lès-Calais, chargé de la protection et de la mise en valeur de l'environnement ;
5. Christian Salvary, maire de Bonningues-lès-Calais, chargé de l'urbanisme et de l'habitat ;
6. Francis Lecocq, chargé du tourisme et  de la Communication ;
7. Jean-Luc Marot, maire de Pihen-lès-Guînes, chargé de la petite enfance et de la jeunesse[3].

Ensemble, ils forment le bureau de l'intercommunalité pour le mandat 2014-2020.

### Liste des présidents
| Période                                  | Période                       | Identité      | Étiquette | Qualité                                                           |
| ---------------------------------------- | ----------------------------- | ------------- | --------- | ----------------------------------------------------------------- |
| Les données manquantes sont à compléter. |                               |               |           |                                                                   |
| ?                                        | En cours (au 11 janvier 2015) | Richard Gosse |           | Maire de Peuplingues (1995 → 2014) Réélu pour le mandat 2014-2020 |

### Compétences
L'intercommunalité exerce les compétences qui lui sont déléguées par les communes membres. Il s'agit de : 
- L’aménagement de l’Espace : schéma de cohérence territoriale, programme local de l’Habitat, projets d’environnement intercommunaux, élaboration de documents d’urbanisme à caractère communal ou intercommunal ;
- Actions en faveur de développement économique d’Intérêts communautaire : étude et création de zones d’activités intercommunales, étude et création de services intercommunaux d’appui pour entreprises, réalisation d’actions de promotion économique, réalisation d’actions favorisant le développement de l’agriculture ;
- Politique du logement et du cadre de vie : actions sociales, action et gestion de matériel pour manifestations locales, mise en œuvre d’animations d’envergure intercommunale, mise en œuvre d’opérations programmées d’Amélioration de l’Habitat ;
- Protection et mise en valeur de l’environnement : lutte contre la prolifération des rats musqués, collecte et traitement des déchets ménagers[5].

## Pour approfondir